# 柳沢保民
柳沢 保民（やなぎさわ やすたみ）は、江戸時代中期の大和国郡山藩の世嗣。官位は従五位下・造酒正。

## 略歴
3代藩主・柳沢保光の長男。母は大野氏。正室は松平輝和の娘・絢。
郡山藩主の嫡子として生まれ、寛政7年（1795年）に11代将軍・徳川家斉に拝謁・叙任する。しかし、家督相続前の寛政12年（1800年）に21歳で早世した。
代わって、弟の保泰が嫡子となった。